# Seri Bahlol
Seri Bahlol (tiếng Urdu: سری بہلول), nằm gần Takht-i-Bahi, cách Peshawar, Khyber Pakhtunkhwa, Pakistan khoảng 70 cây số về phía tây bắc.

## Lịch sử
Seri Bahlol là một di tích lịch sử và nó đã được đưa vào danh sách di sản thế giới của UNESCO từ năm 1980. Những tàn tích của Seri Bahlol là những tàn tích của một thị trấn nhỏ cổ xưa được xây dựng trong thời kỳ Kushan. Thành phố được bảo vệ trong thời gian của John Marshall.
Nó chứa đựng những gì còn lại của Đức Phật, chưa được khai quật đúng mức. Các đồ cổ như tượng, đồng tiền, đồ dùng và đồ trang sức thường được tìm thấy. Người dân địa phương tiếp tục đào bới bất hợp pháp trong nhà và đất của họ, làm hư hỏng các di tích lịch sử. Một số người buôn bán đồ cổ đã làm sai lạc suy nghĩ dân chúng địa phương và kích động họ tham gia vào việc khai quật bất hợp pháp. Nó đòi hỏi sự quan tâm của chính quyền trong nước và quốc tế để bảo vệ những tàn dư còn lại tại Seri Bahlol.
Từ "Seri Bahlol" đã được giải thích bởi nhiều người theo những cách khác nhau. Tuy nhiên, người dân địa phương giải thích rằng đây là sự kết hợp của hai từ tiếng Hindi "Sheri" có nghĩa là Sir và "Bahlol" là tên của một nhà lãnh đạo chính trị và tôn giáo nổi bật trong khu vực. Tuy nhiên, cái tên không phải lâu đời như làng Seri Bahlol. Làng nằm trên một ngọn đồi được bảo vệ bởi một bức tường đá tinh vi được xây dựng dưới thời kỳ Kushan. Tường bị hư hại ở một số nơi, nhưng vẫn có thể trông thấy ở nhiều nơi. Làng được bao quanh bởi vùng đất màu mỡ, nơi người dân địa phương canh tác nông nghiệp. Trong vài năm gần đây, sự gia tăng dân số nhanh chóng đã làm giảm đất nông nghiệp là một nguy cơ cho an ninh lương thực.

## Hình ảnh

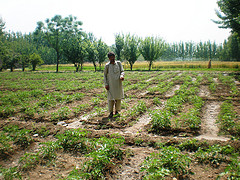
Một nông dân áp dụng thuốc trừ sâu vào vụ mùa của mình
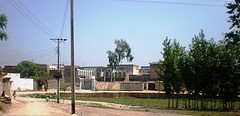
Một góc của ngôi làng
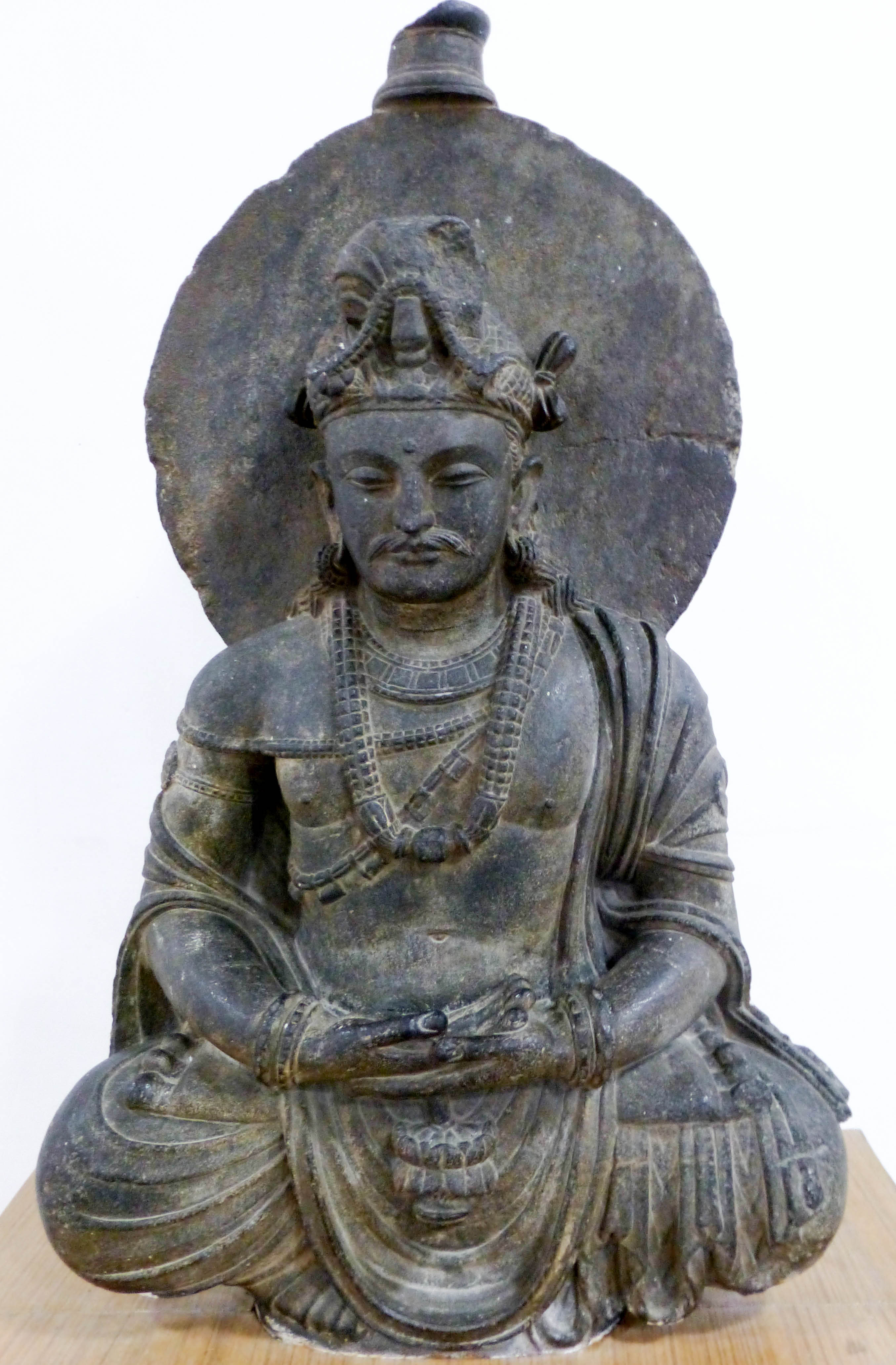
Tôn tượng một vị Bồ Tát đang Thiền định làm bằng đá phiến ở Sahr-i-Bahlol, bảo tàng Patna
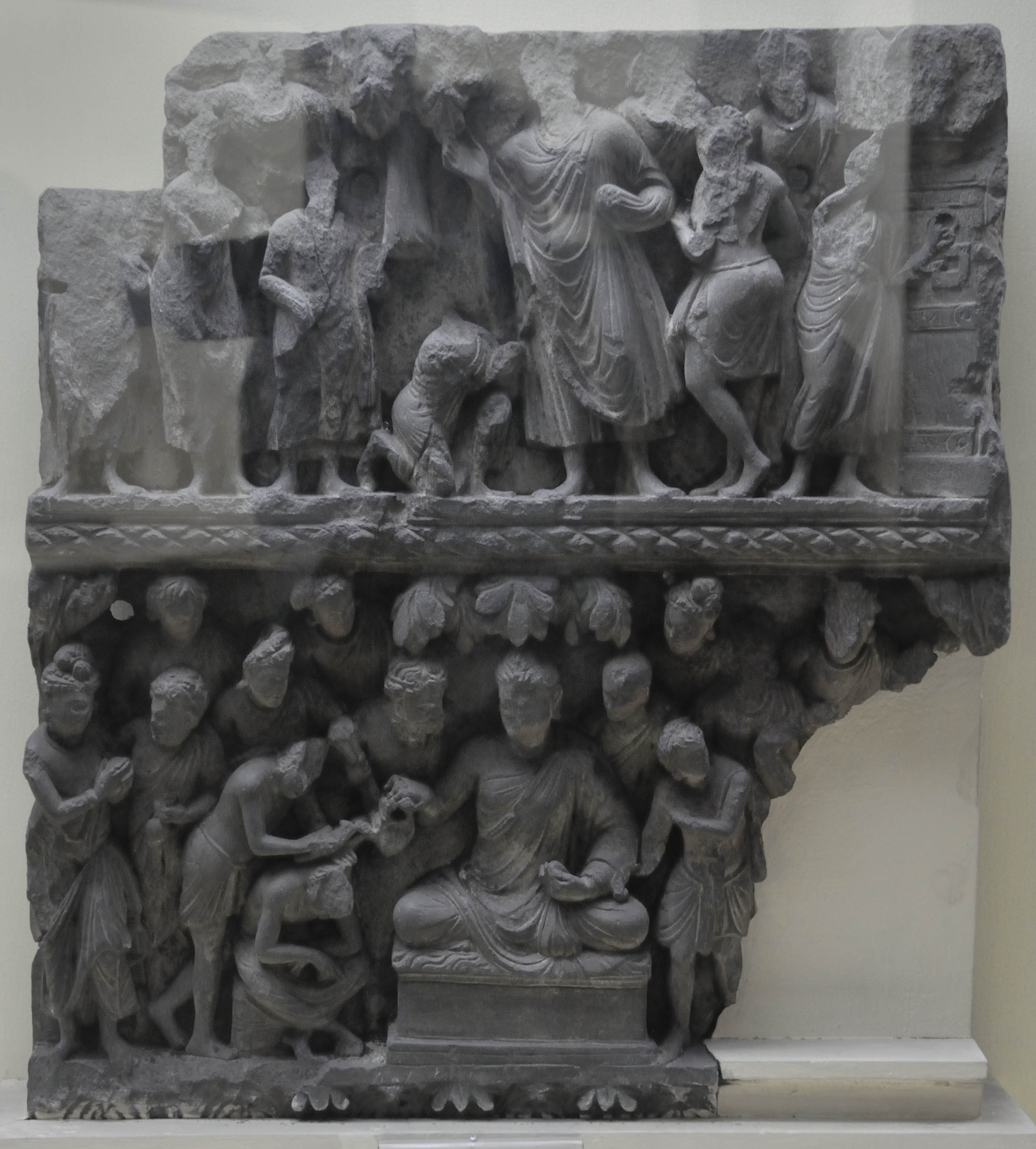
Lễ tấn phong của Nanda làm bằng đá phiến ở bảo tàng Ấn Độ, Kolkata.